# 電信

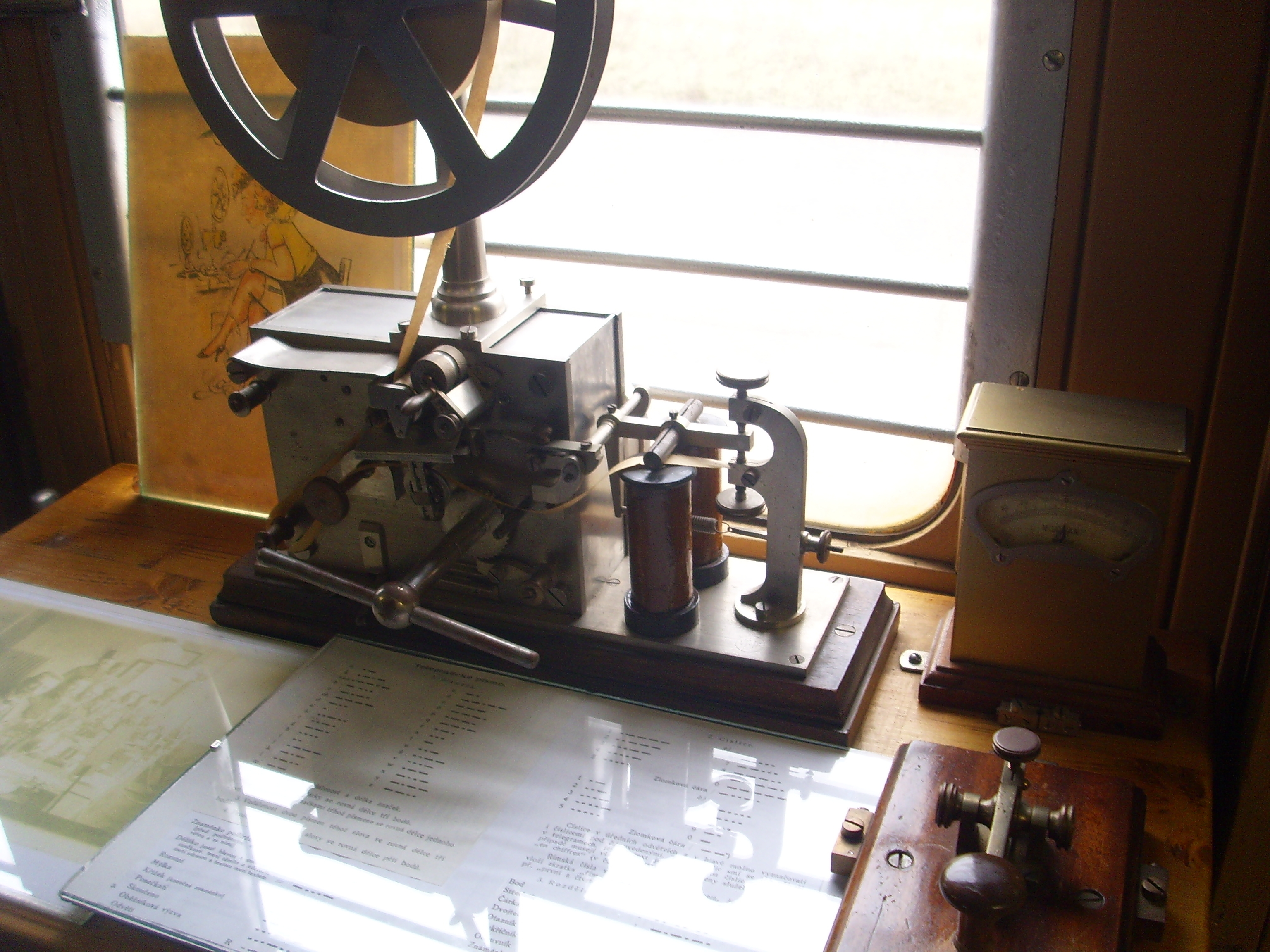
印刷式電信受信機と電鍵（右下）

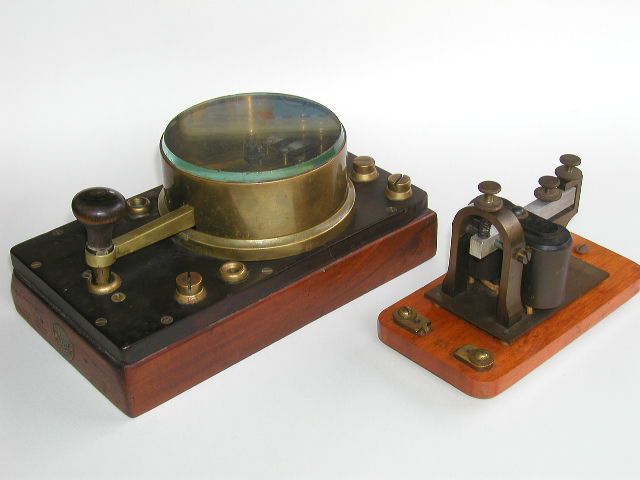
電鍵と音響器

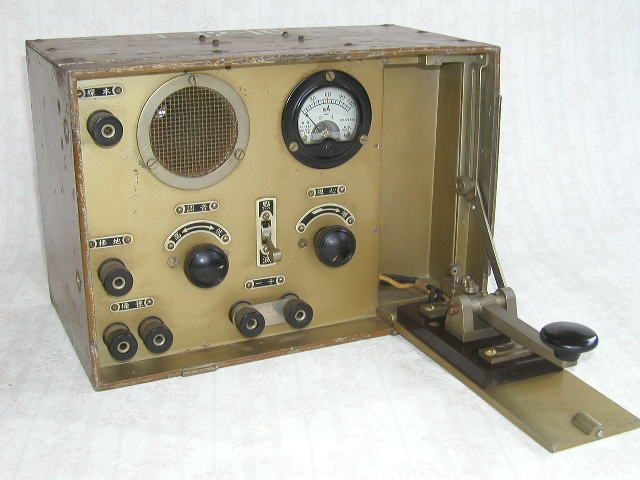
日本陸軍九五式電信機

電信（でんしん、英: Electrical telegraph）とは、符号の送受信による電気通信である。有線と無線がある。

## 概要
電信とは、広義には電気による有線・無線を含めた通信全体を指すこともあるが、もっぱら、音声通信を指す語である「電話」 に対してモールス符号などに代表される符号の通信ないしその通信システムを指すことが多い。モールス符号以外に、ティッカー・テープやテレタイプといった印刷電信（printing telegraph）と呼ばれるものもある。
模写電信（文字・画像などを白黒の信号に変換するもの）、写真電送（白黒および中間調を含むもの）なども含めることもある。ファックス は模写電信および写真電信である。
現代では、音声信号などもいったんデータにして通信する（デジタル化された）データ通信に統合され、技術的には、必ずしも特に区別の必要がないことも多い。
なお、英語のTelegraph・Telegraphyには、電気的な方法によらない符号化された遠隔通信（optical telegraphy）が含まれる。

## 歴史
以下では有線による電信の発達について述べる。無線については無線電信を参照のこと。

### 初期の試み
高速に伝送されるという電気の現象が知られるようになって、通信手段にも電気を利用するための実験が数多く行われるようになった。火花、静電気、化学変化、電気ショック、電磁気効果など、当時知られていた電気の性質がさまざまな人によって電気伝送通信に応用されようとした。
1746年にはフランスの科学者ジャン・アントワン・ノレーが200人以上の修道士を集め円周約1マイル（1.6 km）の輪を作り、それぞれに鉄線で繋いだライデン瓶から放電させ、全員がほぼ同時に電気ショックを感じたのを観察し、電気の伝送速度が高速であるのを確認した。
1753年にはスコット誌（Scots Magazine）の投稿で、一文字ごとに割り当てられた電線でメッセージを送る静電気電信が提案され、相手側で針を偏向させる静電気電信機のアイデアが掲載された。この案は欧州で実演されたが、実用的な通信機に開発されることはなかった。
アレッサンドロ・ボルタが1800年にボルタ電池を発明し、実験用の直流を生み出したことで、当時唯一の電気発生源として知られていた静電気発生器の一時的な放電に比べ、さまざまな効果を生み出す低電圧電流を発生させることが可能になった。
最初期の電気化学式電信機の実験としては、ドイツ人物理学者サミュエル・トマス・フォン・ソンメリングが1809年に行った例がある。これは、カタルーニャ出身の博学者で科学者のフランシスコ・サルヴァ・カンピーロ が1804年に設計したものを改良したものだった。どちらの設計も複数本の電線を使い（最大35本）、それぞれの電線がラテン文字や数字に対応している。電線は数キロの長さで、受信側では各電線の先端を酸を入れた別々の試験管に浸しておく。送信側ではメッセージの文字列に従って次々と対応する電線に電流を流す。すると受信側では電流の流れている試験管で電気分解が起きて水素の気泡が発生するので、それを順番に読み取ることでメッセージが得られる。メッセージの転送速度は非常に低い。この方式の根本的欠点は、文字の種類のぶんだけ電線が必要となるため、長距離伝送させようとすると非常にコストがかかる点である。後に実用化された電信では電線は1本で済んでいる。
1816年、フランシス・ロナルズ がハマースミスの一家の邸宅（のちにウィリアム・モリスの屋敷ケルムスコット・ハウスとなる）で最初の電信システムを構築した。8マイル（13 km）の（ガラス管で被覆した）電線を使い、裏庭に建設した2つの木の格子の間にその電線をかけて伝送路を作った。これに高い電圧を印加することで電気信号の伝送に成功した。送受信機として数字と文字が並んだダイヤルを使った。
デンマークのハンス・クリスティアン・エルステッドは1820年に電流は方位磁針を動かす磁界を作り出すことを発見し、また同じ年に、ドイツのヨハン・シュヴァイガー（Johann Schweigger）は電磁石と磁針で出来た検流計を発明、電流を測定する感度のいい測定器として利用された。
1821年には、フランスのアンドレ＝マリ・アンペールが、検流計を一文字あたり一つ備えたシステムで電信は可能と主張し、実際に組み立て実験して見せた。1824年、ピーター・バーローは上記のシステムでは200フィート（約61m）までの距離でしか電信が成立せず、非実用的だと主張。
イギリスのウィリアム・スタージャンは1825年に、ニスを塗った鉄片に絶縁した導線を巻いた電磁石を発明し、電流で磁力を強化することが出来るようになった。1828年、アメリカのジョセフ・ヘンリーは導線をさらに何重にも巻くことによりさらに強力な電磁石が出来、抵抗値の高い長い導線上でも電信が出来る様になった。
電磁石を利用した電信機は1832年、ロシアのパヴェル・シリングによって完成。ガウスとヴィルヘルム・ヴェーバーは1833年にドイツ・ゲッティンゲンでまた電信機を完成。
1835年にはジョセフ・ヘンリーがリレーを発明し、長導線上の弱電流でも強力な電磁石を制御できるようになった。

### シリング式電信機
シリングが1832年に発明した電信機は、電流を制御する16個の黒鍵と白鍵のキーボードのある送信機であった。受信機は6個の検流計がついており、その磁針は絹糸で吊されていた。送信機と受信機は8本の導線で接続され、6本はそれぞれの検流計に、また残りの2本は回送電流と信号ベルに接続されていた。送信局でオペレーターがキーを押すと、受信局で対応するポインターが動くしくみであった。黒鍵と白鍵の組み合わせで、文字や数字を表していた。その後改良し、シリングは電信に初めてバイナリ符号化方式（binary coding（つまり文字を二進法に変換・復号する方式）を使うようになり、そのおかげで両局を繋ぐ導線を8本から2本に減らすことができた。
1832年の10月21日、シリングは自身のアパートの部屋間での短距離通信を成功させた。1836年にはイギリス政府からその設計を買い取りたいという申し出があったが、シリングはニコライ1世の申し入れを優先させた。サンクトペテルブルクの海軍省の本部ビル周辺で、地下や海底ケーブルを使用し5kmの伝送実験をし、クロンシュタットの海軍基地までの電信敷設を命じられた。ただし、シリングが1837年に亡くなったため、そのプロジェクトは中止された。
ウィリアム・クックは1834年から1836年までハイデルベルクで解剖学を学んでおり、1836年に物理学の先生からシリングの電信機を紹介されている。

### ガウス・ヴェーバー式電信機

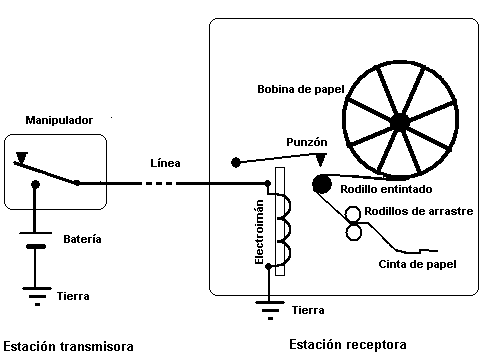
電磁式電信の概念図

当時地磁気の新理論で影響力の大きかったガウスは、ゲッティンゲン大学で物理学の教授をしていたヴェーバーと1833年に共同で電信機を開発した。この時代の最も重要な発明の一つは、一本巻きまたは二本巻きの磁力計で、磁針の小さな揺れでも測定できた。1833年5月6日に許可を得て1200mの導線を町の建物の屋根に設置した。ガウスはシュヴァイガーらの検流計と自身の磁力計を組み合わせて高感度な検流計を考案。電流の向きを変更するための整流子も独自に開発した。それらを組み合わせて、送信側で整流子の向きをセットすると遠隔地にある受信側で針がその向きに振れるようにできた。
最初は時刻合わせのために電信を使用したが、その後すぐ他の信号にも、さらにはアルファベットにも利用できるようにした。誘導コイルを永久磁石に対して上または下に動かすことで正および負の電圧パルスを発生させ、そのコイルを整流子を経由して伝送用の導線につないでいる。それによって2値の符号でアルファベットを表現した。ガウスの手稿として、その符号と最初に送ったメッセージが残っており、ゲッティンゲン大学物理学部にはヴェーバーが1850年代に設計した装置の複製がある。
ガウスはこの通信が町の発展に貢献すると考えた。
同年のその後、ガウスはボルタ電池ではなく電磁誘導の起電力を利用し、一分間に7文字の信号を伝送することが出来るようにした。この二人と大学は自分たちのみで電信機を開発するには費用が不足するとして、アレクサンダー・フォン・フンボルトからも基金を得ていた。その後カール・アウグスト・フォン・シュタインハイルは1835年から1836年にかけて、ミュンヘンで電信機の設置を行い、1835年に開業された初めてのドイツでの鉄道沿いに電信用電線の敷設を行った。

### オルターの電信機
1836年にアメリカの科学者デイビッド・オルターがペンシルベニア州エルダートンで電信機を発明した。モールスの電信機の1年前のことである。オルターは証人の前で実演したが、実用化には至らなかった。Biographical and Historical Cyclopedia of Indiana and Armstrong Counties という本にオルターのインタビューが掲載されており、その中でオルターは「モールスや他の人々の電信と私のそれには全く関係がないと言っていい。モールス教授は私の電信機について聞いたことがなかったに違いない」と述べている。

### クックとホイートストンによる商業化

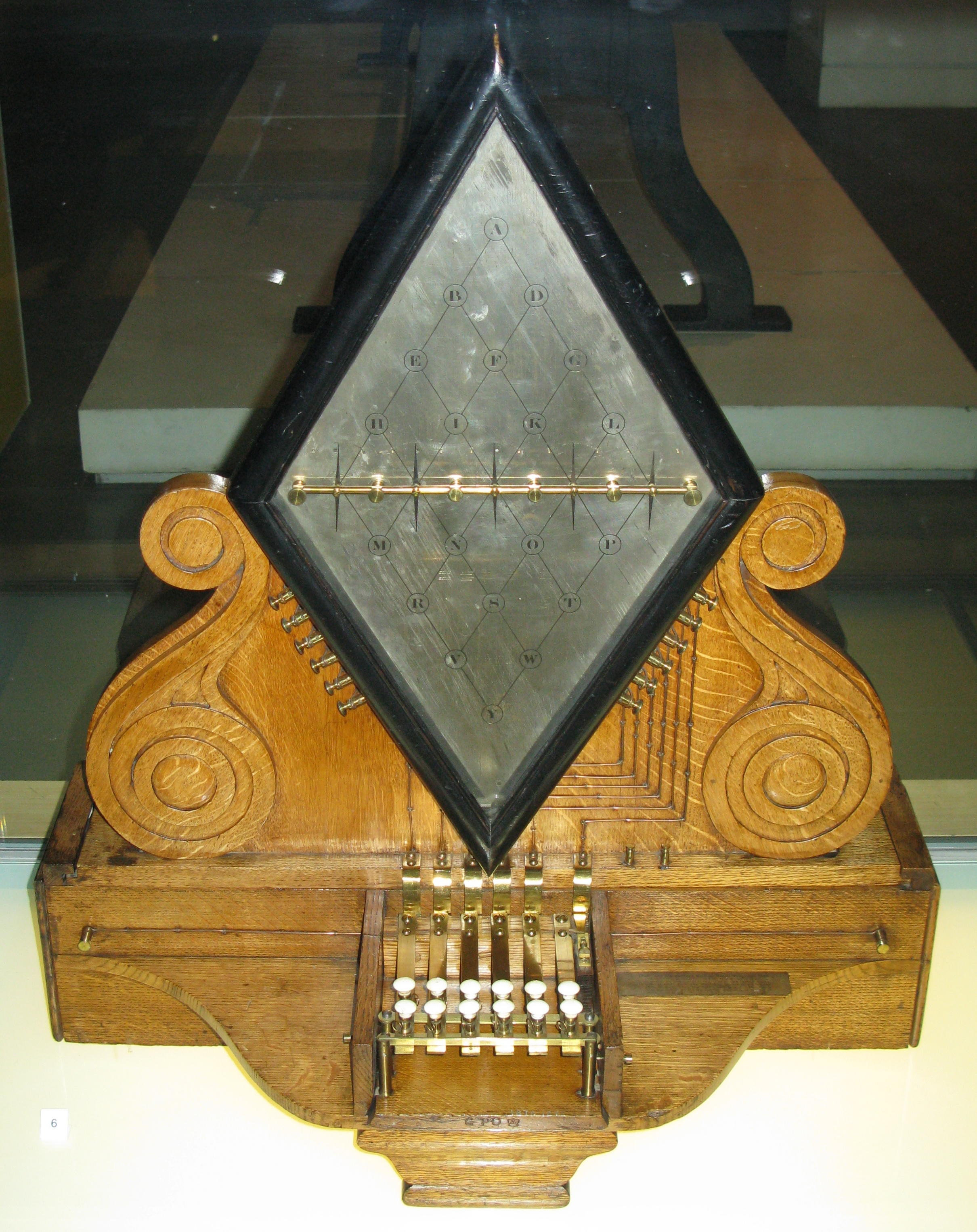
クックとホイートストンの5針電信機

電信の最初の商業化はウィリアム・フォザーギル・クックだったとされる。クックは1837年5月にチャールズ・ホイートストンと共に警報機としての電信機の特許を取得。1837年7月25日にロンドンのユーストン - カムデン・タウン間での実演を成功した。そのシステムは1839年4月9日にパディントン駅からウェスト・ドレイトンまでの間、約21kmにわたってグレート・ウェスタン鉄道の線路を利用して敷設された。
1845年1月1日にスラウからパディントン駅に送られた下記のメッセージで、ジョン・タウェルが逮捕された。これが殺人犯逮捕で電信が役立った最初のケースといわれている。
A MURDER HAS GUST BEEN COMMITTED AT SALT HILL AND THE SUSPECTED MURDERER WAS SEEN TO TAKE A FIRST CLASS TICKET TO LONDON BY THE TRAIN WHICH LEFT SLOUGH AT 742 PM HE IS IN THE GARB OF A KWAKER WITH A GREAT COAT ON WHICH REACHES NEARLY DOWN TO HIS FEET HE IS IN THE LAST COMPARTMENT OF THE SECOND CLASS COMPARTMENT

（ソルト・ヒルで人殺しがあり、容疑者はロンドン行きの一等車の切符を入手し午後7:42にスラウを出たと見られた。脚まで届くクウェーカー教徒の茶色のコートを羽織っている。前から二両目の一等車の最後のコンパートメントにいる）

クックとホイートストンの電信システムでは句読点、小文字、一部の文字をサポートしていなかった。「Q」の文字がサポート（定義）されていなかったため、「Quaker（クウェーカー）」は「Kwaker」と綴りを変更して使用されている。タウェルは駅では逮捕されず、近くのコーヒー店で逮捕された。

## モールス式電信
アメリカでサミュエル・モールスとアルフレッド・ヴェイルが電信を発展させた。モールスは1836年に独自に電信を開発し、低品質な導線でも長距離を伝送可能な設計とした。科学的知見が低かったモールスに協力したヴェイルは、アルファベットを表すモールス符号の考案に関与した。
1838年1月6日、ニュージャージー州モリスタウン近郊の鉄工所で最初の実験に成功し、2月8日にはフィラデルフィアのフランクリン協会科学委員会の委員たちの前でデモンストレーションを披露した。
1843年、アメリカ議会はワシントンD.C.とボルチモア間の実験的電信線の敷設に3万ドルの予算を計上した。1844年5月1日までにワシントンD.C.からアナポリスまで開通。その日ボルチモアで開催されたホイッグ党の全国大会で、ヘンリー・クレイが大統領候補に選ばれた。このニュースは鉄道でアナポリスまで運ばれ、そこで待っていたヴェイルがワシントンD.C.にいるモールスに電信でそれを伝えた。1844年5月24日に全線が開通すると、モールスはワシントンD.C.の最高裁判所からボルチモアのボルチモア・アンド・オハイオ鉄道に向けて最初の公式の電報を送った。そのメッセージは What hath God wrought である。

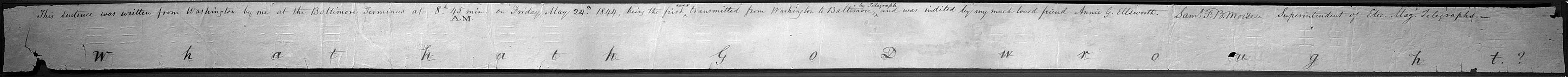
モールスが1844年に送ったアメリカ初の電報 What hath God wrought

モールスとヴェイルの電信システムはその後20年で素早く広まっていった。その電信機で使用している強力な電磁石はヴェイルが考案したものだが、モールスは彼の名を正しく出さなかった。モールスの当初の設計では継電器もヴェイルの考案した電磁石も使っておらず、わずか40フィート（約12メートル）しか届かなかった。
これは実用的な電信システムであり、オペレータ（通信士）が電鍵で電流をオン・オフさせ、それによって受信側の音響器がヒトが聞き取れる音を発生し、その音をヒトが聴いて解釈し書き写した。モールスとヴェイルは当初モールス符号を紙とペンで書き記し、そのマーク列を見て解釈する方式を採用したが、間もなくオペレータたちは受信機の音を耳で聴いて直接文字列に変換することを習得した。この信号を読み取って自動的に文字列を印刷する装置は一般にテレプリンターと呼ばれる。初期の大西洋横断電信ケーブルでも、このモールスのシステムが採用された。
1947年、ペンシルベニア州エリザベスタウンにほど近い州道230号線にアメリカ初の商用電信線の記念銘板がある。それによると、1845年にランカスター-ハリスバーグ間を結ぶ商用電信線が敷設されたという。1846年1月8日に開通した際の最初のメッセージは "Why don't you write, you rascals?" だった。
1861年10月24日、初の大陸横断電信システムが開通した。北アメリカ大陸をまたいで、アメリカ東部のネットワークがカリフォルニアの小規模なネットワークと接続されたもので、オマハとカーソンシティをソルトレイクシティ経由で繋いだ。この線で最初に送られた電報は当時ユタ準州知事を務めていたブリガム・ヤングによるもので、ユタ準州はアメリカ合衆国から離脱しないと明言するものだった。その2日後、ポニー・エクスプレスが廃止された。
カーソンシティは、史上最も長い電報がそこから発信されたことでも名を残している。南北戦争中の1864年アメリカ合衆国大統領選挙でエイブラハム・リンカーンの再選を確実にするため、共和党はネバダ準州をネバダ州に昇格させることを急いだ。そこでアメリカ議会の承認が必要な文書を電信で送り、すぐに議会で可決しリンカーン大統領が署名する手筈を整えた。東海岸へ向かう鉄道はネバダから2,000マイル（3,200キロメートル）も離れており、駅馬車で郵送した場合は予定通りでも3週間以上かかってしまい、遅すぎたのである。文書が送信されたのは1864年10月31日のことで、投票日である1864年11月7日の8日前のことだった。実際の選挙ではネバダの票がなくともリンカーンが快勝できるだけの票が集まった。対立候補であるジョージ・マクレランはわずか3州を獲得しただけだった。

### 大西洋横断

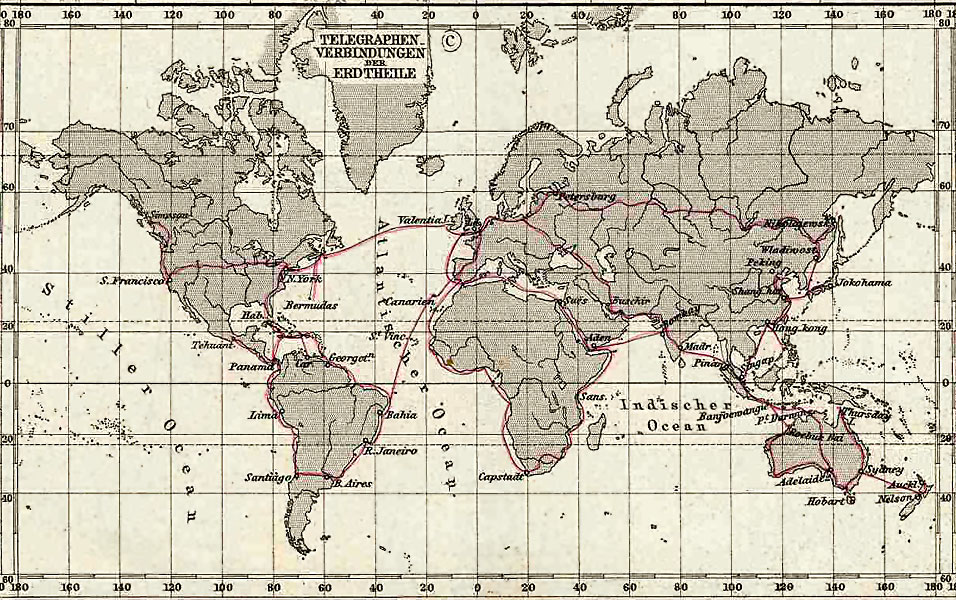
1891年の主な電信線

大陸間を繋ぐ海底ケーブルは1857年と1858年にも敷設されたが、数日から数週間しか使えなかった。このため海底ケーブルの研究が活発になり、電磁気的伝送線路の数学的解析への関心が高まった。最初の成功した大西洋横断電信ケーブルが開通したのは1866年7月27日のことである。この際のケーブル敷設を行ったのがグレート・イースタンという船である。

1867年、発明家のデイヴィッド・ブルックス（当時、セントラル・パシフィック鉄道に勤務）が電信線用のがいしを改良した特許 アメリカ合衆国特許第 63,206号 と アメリカ合衆国特許第 69,622号 を得た。また、1864年に取得した特許を1867年に アメリカ合衆国特許第 45,221号 として再発効している。これらの特許によりセントラル・パシフィック鉄道は、初のアメリカ大陸横断鉄道の建設作業員との通信が容易になった。大陸横断鉄道は1869年5月10日に開通し、開通式の模様が電信で実況中継された。電信士は式典でのゴールデン・スパイクを打つリズムに合わせて電鍵を打った。
電信技術のさらなる進歩としては、トーマス・エジソンが1892年8月9日に取得した双方向電信の特許（アメリカ合衆国特許第 0,480,567号, "Duplex Telegraph"）がある。

### 世界的発展

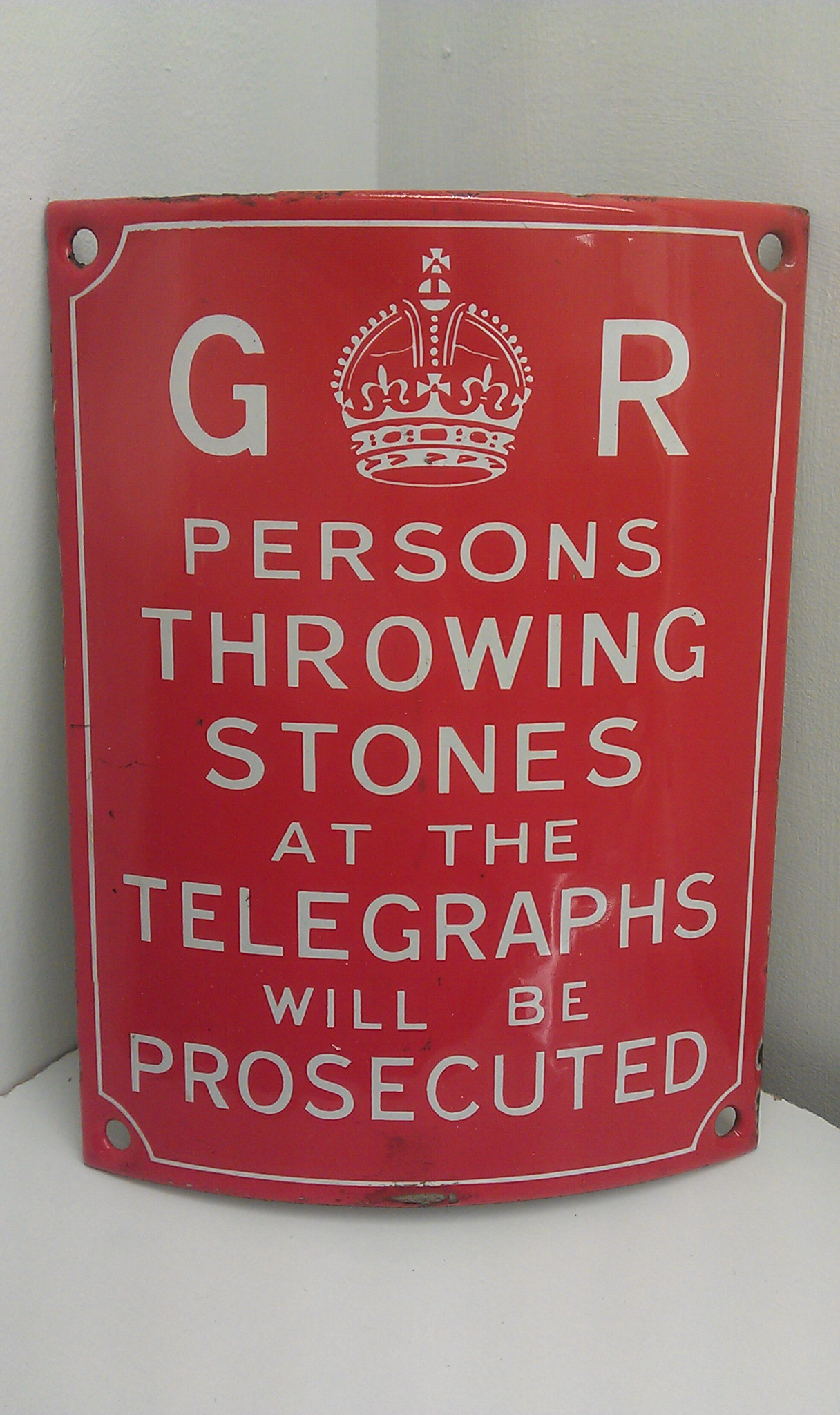
イギリスの古い看板。「電信に石を投げると罰せられます」とある。

アメリカでの電信線の総マイル数は1846年には40だったが、1850年には12,000、1852年には23,000となっている。ヨーロッパでは1849年に2,000だったものが1869年には110,000となった。10語を送るコストは1850年には1.55ドルだったが、1870年には1ドル、1890年には40セントに低下している。ユーストン駅で最初に設置されてからわずか29年で、南極以外の全大陸に電信網が広がり、史上初めて高速な世界的通信網が誕生した。電信は情報の素早い伝達を可能にし、特に商取引で必要とされる最新データを古くならないうちに入手できる可能性が大きく向上した。遠隔地で重大な出来事が起きた際、電信はそれが過去のものとなる前に知らせることを可能にした。また、情報伝達を交通（輸送手段）から解放した。電信網の発達は戦争が大きな要因のひとつとなっている。

新聞に掲載されるニュースも電信の登場で発展した。電信は情報を伝達することはできるが、そのためには誰かがその情報を電信局に持っていって発信しなければならない。各新聞社は互いに競争しているため、他社の記者が情報発信することを妨害するおそれがあった。ニューヨークでは大手新聞社6社が共同でニュースを配信する組織、すなわち通信社を立ち上げた。この大手6社と他の新聞社が競争することで、報道がさらに発展することとなる。電信は単にニュースを伝達しただけでなく、ジャーナリズムが産業および職業として確立することにも寄与した。

#### 日本
現存する国産最古の電信機は長崎県諫早市が所蔵する佐賀藩精錬方において1864年（元治元年）頃に製作されたと思われる国重文指定の指字電信機（エーセルテレカラフ）があり、当時の国内技術水準を知る上で貴重な物である。日本初の公式な送受信記録は、1854年のペリーの2度目の来日の際に、米国大統領ミラード・フィルモアから江戸幕府へ1/4サイズの蒸気機関車と共に贈られた「エンボッシング・モールス電信機」によるものであった。エンボッシング・モールス電信機は受信側で信号が紙テープへ記録されるもので、この電信機のセットで約1マイル（1.6 km）の電線を用いて送信された。この時の電文は「YEDO, YOKOHAMA」（江戸、横浜）であった。
その後は幕末の混乱の中で電信の普及は無かったが、明治維新後の1869年（明治2年）に英国の通信技師を招き横浜燈台役所と横浜裁判所の間に電信回線が敷設され、ブレゲ指字電信機（モールス信号ではなく針で文字を指す方式）による通信が始まり、1870年1月（明治2年12月）には、東京・横浜間で電信による電報の取り扱いが始まった。明治政府は電信網の整備に力を入れており、東京・横浜間の電報の取り扱いが開始されてから、数年で電信網は全国に張り巡らされた。この電信網は、1877年（明治10年）の西南戦争においても大いに活用され、政府軍の勝利に貢献した。
1871年（明治4年）にはデンマークの大北電信会社によりロシアのウラジオストクから長崎へ海底ケーブルが敷設され、シベリア経由でヨーロッパ、さらには大西洋横断電信ケーブルを経て米国とも通信が可能となった。1871年11月に欧州へと出発した岩倉使節団は不平等条約の改正交渉の経過報告を、この出来たばかりの回線を使い行った。
1873年（明治6年）には東京と長崎間に回線がひかれ東京から海外との通信が可能になった。1872年から1916年まで、ウィリアム・ヘンリー・ストーン（William Henry Stone, 1837-1917）という勅任待遇のお雇い外国人が対外通信に貢献した。日清戦争・日露戦争にも活躍した。

その後電信網は全国に広がり、1880年（明治13年）頃には大都市間、1890年（明治23年）頃には全国の県庁所在地がつながった。1879年（明治12年）には官報、事務報、私報を合わせ165万通の電報が打たれた。

## 応用

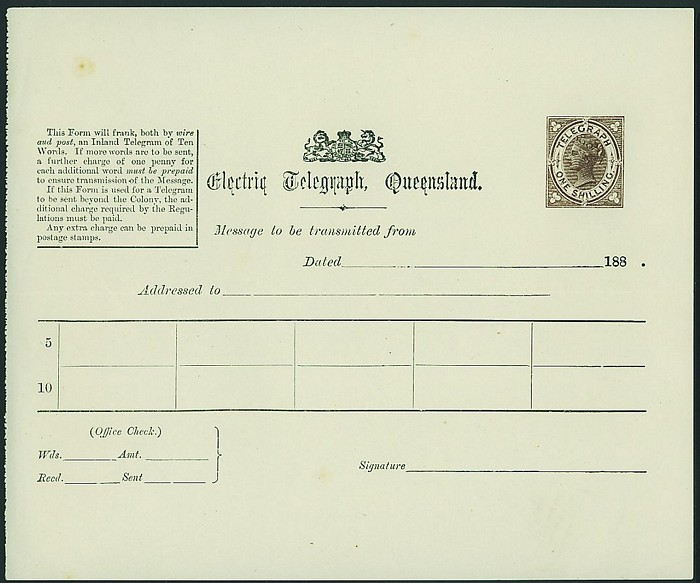
1880年代の未使用の電報用紙

電信が誕生して長期間に渡って主要な情報伝達手段として様々な応用などが考察された。後に文字だけで無く、画像や音声などを符号化して伝送する技術が開発されインターネットなどの通信に使われている。キーワードとして列挙するならば、メッセージルーティング、社会的ネットワーク（電信士間の噂話など）、インスタントメッセージ、暗号（サイファとコード）、短縮化（電報略号）、情報セキュリティ、クラッキング、詐欺への利用、メイリングリスト、スパム、電子商取引、証券市場のリアルタイムな報告、などがある。トム・スタンデージなど現代のコメンテータはそういった類似点を捉えて、19世紀の電信網を "Victorian Internet"（ビクトリア朝のインターネット）と表現した。

## 電報の終焉
20世紀に電話が広まっていくと、電報の使用は少なくなっていった。たとえば日本では、1976年（昭和51年）に電電公社（現・NTT）が至急電報の取扱いを終了させている。21世紀初頭現在、NTT自体も電報を祝電・弔電など文化的な使い方に特化した位置付けで宣伝しており、現代を舞台とする小説や漫画に連絡手段としての電信が登場することはほとんどない。
現在、テキスト（電報、メール、LINE等）以外も電話などの音声、ファクシミリなどの画像や動画はデジタル化され電信として通信されている。専用回線を使わないインターネットも同様である。
アメリカでは2006年1月27日、ウエスタンユニオンが全ての電報および商用メッセージングサービスを終了した。ただし、電子送金サービスは継続している。